# Region Amazonas
Die Region Amazonas [amaˈsonas] (span. Región Amazonas, Quechua Amazonas suyu) ist eine Verwaltungsregion im nordwestlichen Peru. Auf einer Fläche von 39.249 km² lebten im Jahr 2015 422.600 Einwohner. Die Hauptstadt ist Chachapoyas.

## Geographie

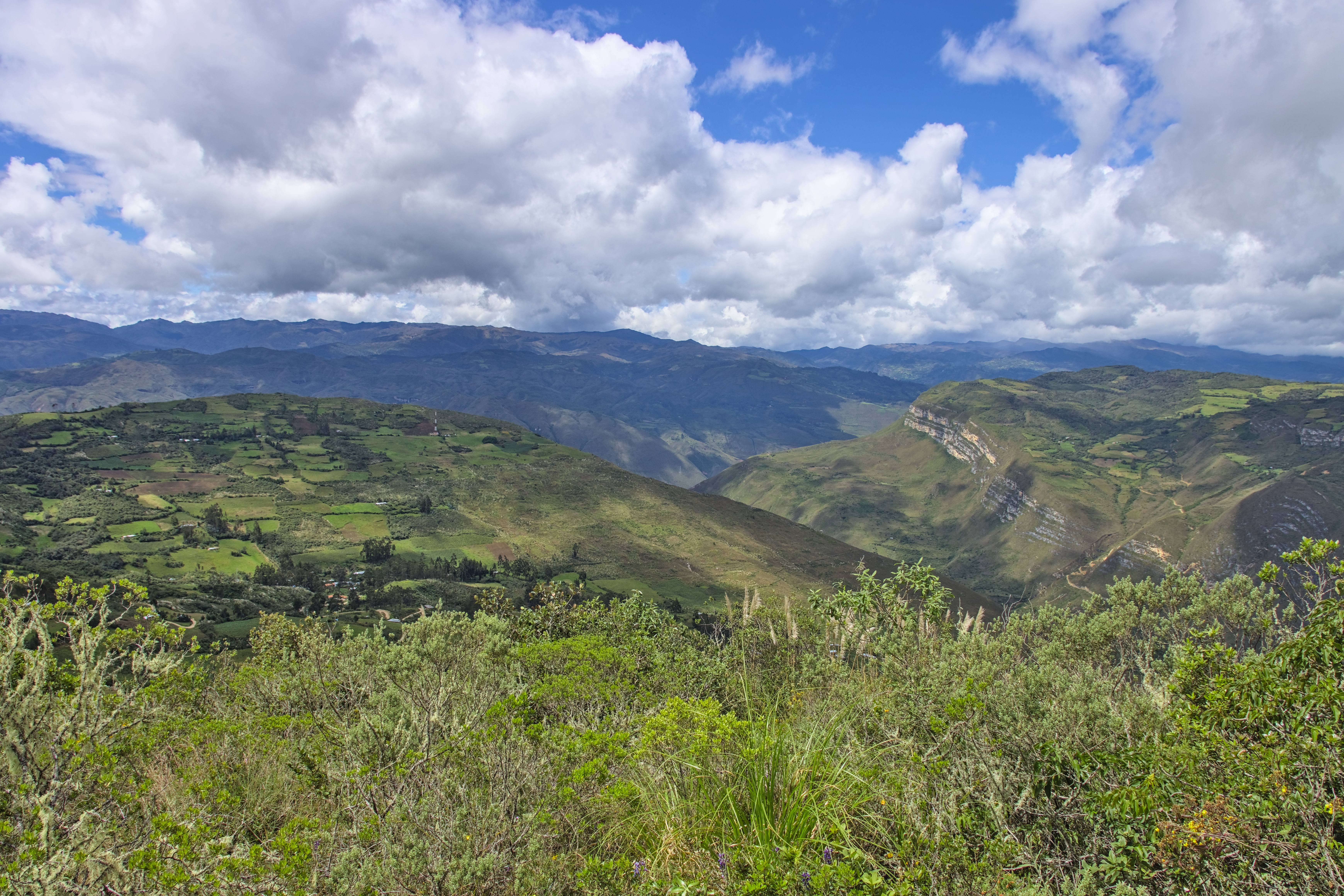
Panorama vom Kuélap

Das Gebiet wurde am 21. November 1832 als Departamento gegründet und nach dem Strom Amazonas benannt, der allerdings erst durch den Zusammenfluss von Río Marañón, Río Huallaga und Río Ucayali in der Region Loreto entsteht. Einzig der Fluss Marañón durchquert die Region Amazonas. Der Süden der Region liegt in den Anden, der Norden und Nordosten flacht langsam – von einzelnen Höhenzügen durchzogen – in Richtung des Amazonasbeckens ab. Im Westen wird die Region Amazonas durch den Fluss Marañón begrenzt und im Norden schließt sich Ecuador an.

### Flüsse
- Río Marañón
- Río Chinchipe
- Río Utcubamba
- Río Sonche
- Río Chiriaco (Río Imaza)
- Río Cenepa
- Río Santiago

### Seen
- El Porvenir (Bagua-Aramango)
- Laguna de Chonza (Bagua-Copallín)
- Pomacochas (Bongará) – auf über 2000 Metern

### Pässe
- Barro Negro (3680 m, Chachapoyas)
- Miguel Pardo (2930 m, Bongará und Rioja)
- Chanchilla (2212 m, Chachapoyas)
- Campanquiz (1200 m, Condorcanqui)

### Klima
Auch wenn die Region Amazonas sehr viele verschiedene Klimatypen wie zum Beispiel tropische Wälder und Hochgebirge beherbergt, lässt sich ein Wechsel von Regen- und Trockenzeit feststellen. Die Regenzeit dauert ungefähr von November bis März, die Trockenzeit von März bis Oktober.
Die Regionalhauptstadt Chachapoyas befindet sich entgegen der landläufigen Meinung nicht im tropischen Regenwald, sondern in einem Klima, das auf Spanisch mit „Ceja de Selva“ bezeichnet wird, was so viel bedeutet wie „Augenbraue des Urwaldes“. Das heißt, es liegt oben auf dem Berg, hinter dem es in Richtung des Regenwaldes abflacht.

## Bevölkerung
Amazonas ist die Heimat der Aguaruna. 13 % der Bevölkerung haben die Aguaruna-Sprache als Muttersprache. Die dominierende Sprache der Region ist  Spanisch (86 %).

## Wirtschaft
Die Region Amazonas ist eine Region mit landwirtschaftlichem Potenzial. Die Wirtschaft besteht fast vollständig aus der Landwirtschaft und Viehwirtschaft. In wärmeren und wasserreichen Teilen wird Reis angebaut, in anderen Teilen gibt es Kartoffeln, Mais, Weizen, Yucca, Kaffee, Coca, Bananen und viele verschiedene Fruchtsorten, besonders Zitrusfrüchte. Außerdem gibt es an einigen Orten Fischerei, Holzproduktion, Handel und Tourismus. Das wichtigste Wasserkraftwerk der Gegend findet sich in Caclic am Fluss Utcubamba in der Provinz Chachapoyas und hat eine Kapazität von 1,5 Megawatt. Laut einer Studie des Ministeriums für Energie und Minen sind 55,4 % der Einwohner von Amazonas an das Elektrizitätsnetz angeschlossen.

## Verkehr
Neben Brücken, Straßen und Furten gibt es in der Region Amazonas auch mehrere Flusshäfen: Rentema (Bagua), Nazareth (Bagua), Choros (Utcubamba) und Galilea (Condorcanqui).

## Verwaltungsgliederung
Die Region Amazonas ist unterteilt in sieben Provinzen sowie diese wiederum in insgesamt 82 Distrikte.
| Provinz              | Hauptstadt           |
| -------------------- | -------------------- |
| Bagua                | Bagua                |
| Bongará              | Jumbilla             |
| Chachapoyas          | Chachapoyas          |
| Condorcanqui         | Santa María de Nieva |
| Luya                 | Lámud                |
| Rodríguez de Mendoza | Mendoza              |
| Utcubamba            | Bagua Grande         |